# Igreja de São Nicolau (Lisboa)
A Igreja Paroquial de São Nicolau e São Julião situa-se na Baixa Lisboeta entre a rua de S. Nicolau, rua da Prata e rua dos Douradores. A Igreja de São Nicolau foi construída no início do século XIII, tendo sido fundada entre 1209 e 1229 e reconstruida no mesmo século, em 1280, por iniciativa do bispo D. Mateus;  depois de várias reedificações sofreu a sua mais importante mudança já na década de 70 do século XVIII devido ao Terramoto de 1755.

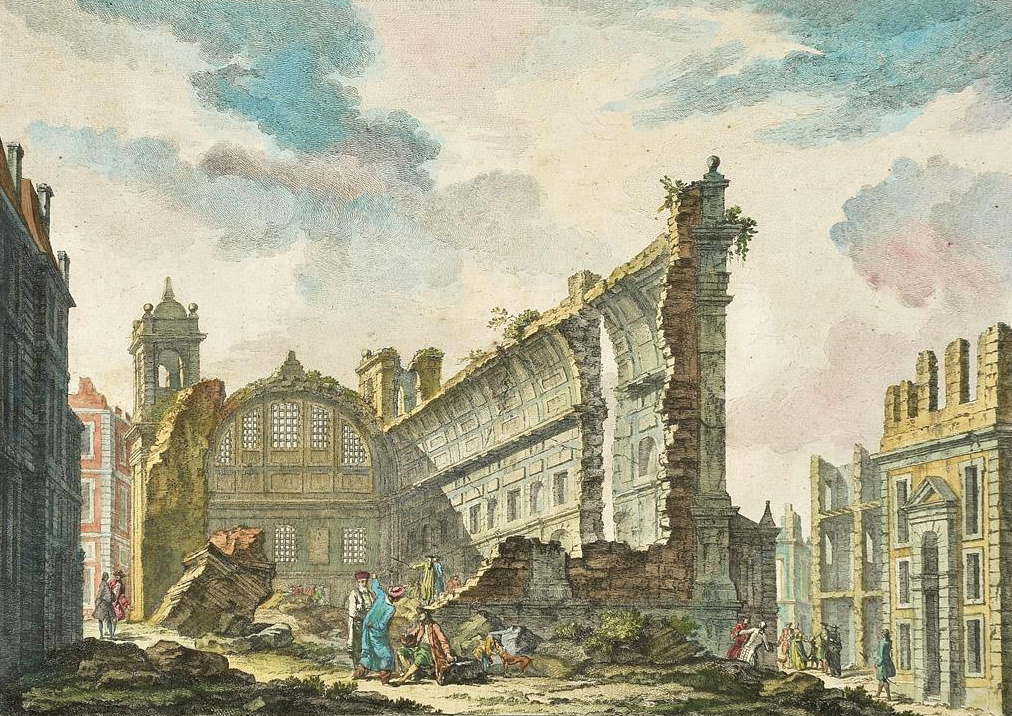
Ruinas da Igreja de S. Nicolau após o Terramoto de 1755.

A igreja possui um órgão instalado após o terramoto de 1755. A caixa primeira metade do século XVIII foi obra da oficina de António Xavier Machado Cerveira e o mecanismo, da segunda metade do mesmo século, foi obra de de Bento Fontanes. Foi alvo de um restauro no século XIX, e recuperado em 2010.
A única nave existente na igreja é composta por cinco tramos, em abóbada de berço e é decorada com pinturas de António Manuel da Fonseca. Ao centro pode-se observar as Virtudes Teologais - a Fé, a Esperança e a Caridade. Todas as outras pinturas representam cenas da vida de São Nicolau. De cada lado podemos observar oito medalhões, quatro que representam os quatro Evangelistas e os outros quatro medalhões representam os quatro Doutores da Igreja.
A igreja possui ainda a Capela da Adoração, cujo tecto apresenta uma pintura da escola de Pedro Alexandrino, um relicário do século XVIII, que foi uma oferta de D. João V aos monges vicentinos do Convento de Rilhafoles, e ainda dois arcazes do século XVIII que foram pertença dos já desaparecidos conventos da Estrelinha e de Rilhafoles.
Actualmente o prior de São Nicolau é o Padre Mário Rui Leal Pedras e o vigário-paroquial o Padre Hugo Miguel Teixeira Morais Duarte dos Santos. Poderá encontrar também no link que serve de referência o horário das missas na paróquia de São Nicolau.A Igreja está aberta das 8h às 23h todos. Nos úlitmos anos a paróquia tem sido muito activa tendo promovido inúmeras actividades: catequeses, campos de férias e obras de caridade. As obras de caridade incluem a distribuição de cabazes de alimentos frescos, são já tantas as pessoas ajudadas nesta obra de caridade que já foi noticiada em horário nobre da TVI.